# Trolls Band Together
Trolls Band Together (bra: Trolls 3 - Juntos Novamente; prt: Trolls 3 - Todos Juntos!) é um filme de animação digital do gênero comédia musical americano produzido pela DreamWorks Animation e distribuído pela Universal Pictures, baseado nos bonecos Good Luck Trolls de Thomas Dam. Dirigido por Walt Dohrn e codirigido por Tim Heitz, a partir de um roteiro de Elizabeth Tippet e da dupla de roteiristas Jonathan Aibel e Glenn Berger . O terceiro filme da franquia Trolls serve como sequência de Trolls 2 (2020) com Anna Kendrick, Justin Timberlake, Zooey Deschanel, Christopher Mintz-Plasse, Icona Pop, Anderson .Paak, Ron Funches, Kenan Thompson, Kunal Nayyar e Dohrn reprisam seus papeis dos antecessores, com Eric Andre, Kid Cudi, Daveed Diggs, Troye Sivan, Camila Cabello, Amy Schumer, Andrew Rannells, RuPaul e Zosia Mamet juntando-se ao elenco. No filme, Poppy (Kendrick) e Tronco (Timberlake), que são oficialmente um casal, tentam resgatar Floyd (Sivan) enquanto reúnem os irmãos de Branch depois que sua boy band, BroZone, foi dissolvida.
As ideias para uma sequência começaram antes do lançamento de Trolls World Tour em abril de 2020, quando Timberlake expressou interesse em participar de mais sequências. A DreamWorks Animation confirmou oficialmente o desenvolvimento da sequência em novembro de 2021. Novos personagens para o filme foram anunciados em março de 2023, junto com novos membros do elenco.
Trolls Band Together foi lançado em 17 de novembro de 2023 nos Estados Unidos, pela Universal Pictures.

## Sinopse
Depois de dois filmes de amizade verdadeira e paquera implacável, Poppy e Tronco agora são oficialmente um casal. À medida que se aproximam, Poppy descobre que Tronco tem um passado secreto. Ele já fez parte da boy band favorita dela, BroZone, com seus quatro irmãos Floyd, John Dory, Spruce e Clay. Eles se separaram quando Tronco ainda era um bebê, assim como a família, e Tronco não viu seus irmãos desde então. Mas quando Floyd, é sequestrado, Tronco e Poppy embarcam em uma jornada emocionante para reunir os outros irmãos e resgatá-lo de um destino ainda pior do que a obscuridade da cultura pop.

## Elenco
| Personagem                 | Original                 | Brasil           |
| -------------------------- | ------------------------ | ---------------- |
| Poppy                      | Anna Kendrick            | Jullie           |
| Branch/Tronco              | Justin Timberlake        | Hugo Bonemer     |
| Viva                       | Camila Cabello           | Larissa Manoela  |
| John Dory                  | Eric Andre               | Duda Ribeiro     |
| Clay                       | Kid Cudi                 | João Cappelli    |
| Floyd                      | Troye Sivan              | Yuri Tupper      |
| Spruce                     | Daveed Diggs             | Marcelo Garcia   |
| Cotelê                     | Andrew Rannells          | Marcus Eni       |
| Veludo                     | Amy Schumer              | Karen Padrão     |
| Crimp                      | Zosia Mamet              | Aline Guioli     |
| Miss Maxine                | RuPaul                   | Desconhecido     |
| Bridget                    | Zooey Deschanel          | Marcia Coutinho  |
| Rei Gristle Jr.            | Christopher Mintz-Plasse | Charles Emmanuel |
| Príncipe Darnell           | Anderson .Paak           | Gustavo Pereira  |
| Cooper                     | Ron Funches              | Rodrigo Oliveira |
| Tiny Diamond/Tico Diamante | Kenan Thompson           | Marcos Souza     |
| Guy Diamante               | Kunnal Nayar             | Manolo Rey       |
| Cara Nuvem                 | Walt Dorn                | Fernando Lopes   |

## Produção
Em 9 de abril de 2020, Justin Timberlake expressou interesse em participar de futuros filmes de Trolls durante uma entrevista, dizendo: "Espero que façamos, tipo, sete filmes de Trolls, porque é literalmente o presente que continua dando". Em 22 de novembro de 2021, foi anunciado que um terceiro filme de Trolls seria lançado em 17 de novembro de 2023. Anna Kendrick e Timberlake reprisaram seus papéis como Poppy e Branch, respectivamente. Em 28 de março de 2023, com o lançamento do trailer, novos membros do elenco do filme foram anunciados oficialmente, incluindo Eric Andre, Kid Cudi, Daveed Diggs, Troye Sivan, Camila Cabello, Amy Schumer, Andrew Rannells, RuPaul e Zosia Mamet. Walt Dohrn dirigiu o filme, retornando do antecessor, enquanto Gina Shay foi a produtora. Tim Heitz foi posteriormente anunciado como codiretor. No mesmo dia desses anúncios, a DreamWorks Animation revelou o título oficial, Trolls Band Together.
Segundo Shay, a ideia do filme surgiu logo após o lançamento de Trolls (2016). Embora Trolls Band Together seja predominantemente de animação digital, o filme inclui algumas sequências de animação tradicional, com estilos inspirados em O Submarino Amarelo (1968) e Fantasia (1940).

## Música
Em 6 de março de 2023, Theodore Shapiro foi confirmado para compor a trilha sonora do filme, retornando de seu antecessor.
| N.º | Título                          | Interpretada por | Duração |  |
| 1.  | "Better Place"                  | 'N Sync, Justin Timberlake                                                                                              | 3:36    |  |
| 2.  | "Perfect"                       | Justin Timberlake, Eric Andre, Daveed Diggs, Kid Cudi, Troye Sivan                                                      | 2:32    |  |
| 3.  | "Let's Get Married"             | Justin Timberlake, Anna Kendrick, Zooey Deschanel, Anderson .Paak, Kenan Thompson, Kunar Nayyar, Icona Pop, Ron Funches | 3:09    |  |
| 4.  | "Watch Me Work"                 | Andrew Rannells, Brianna Mazzola                                                                                        | 2:30    |  |
| 5.  | "Vacay Island"                  | Daveed Diggs, India Carney, Ty Talor                                                                                    | 1:41    |  |
| 6.  | "BroZone's Back"                | Justin Timberlake, Eric Andre, Daveed Diggs, Anna Kendrick                                                              | 1:21    |  |
| 7.  | "Lonely People"                 | Troye Sivan | 0:38    |  |
| 8.  | "Hustle Dimension"              | Joseph Shirley | 2:01    |  |
| 9.  | "It Takes Two"                  | Camila Cabello, Anna Kendrick, Justin Timberlake, Eric Andre, Daveed Diggs, Kid Cudi                                    | 3:39    |  |
| 10. | "Mount Rageous"                 | Andrew Rannells, Brianna Mazzola                                                                                        | 2:57    |  |
| 11. | "Better Place" (Family Harmony) | Justin Timberlake, Eric Andre, Daveed Diggs, Kid Cudi, Troye Sivan, Anna Kendrick, Camila Cabello                       | 1:56    |  |
| 12. | "Better Place" (Reunion)        | 'N Sync, Eric Andre, Daveed Diggs, Troye Sivan, Kid Cudi                                                                | 2:15    |  |
| 13. | "Family"                        | Justin Timberlake, Anna Kendrick, Camila Cabello, Eric Andre, Daveed Diggs, Kid Cudi, Troye Sivan                       | 3:37    |  |
| 14. | "9 to 5"                        | Zosia Mamet | 1:27    |  |

## Lançamento
Trolls Band Together está agendado para ser lançado em 17 de novembro de 2023 nos Estados Unidos, pela Universal Pictures. Ao contrário de Trolls 2 (2020), que foi lançado simultaneamente em vídeo sob demanda e em um número limitado de cinemas devido à pandemia de COVID-19, o filme foi lançado exclusivamente nos cinemas.
No Brasil, o filme lançou em 12 de outubro de 2023. Em Portugal, o filme lançou em 26 de outubro de 2023.